# Hokkaido Kannon

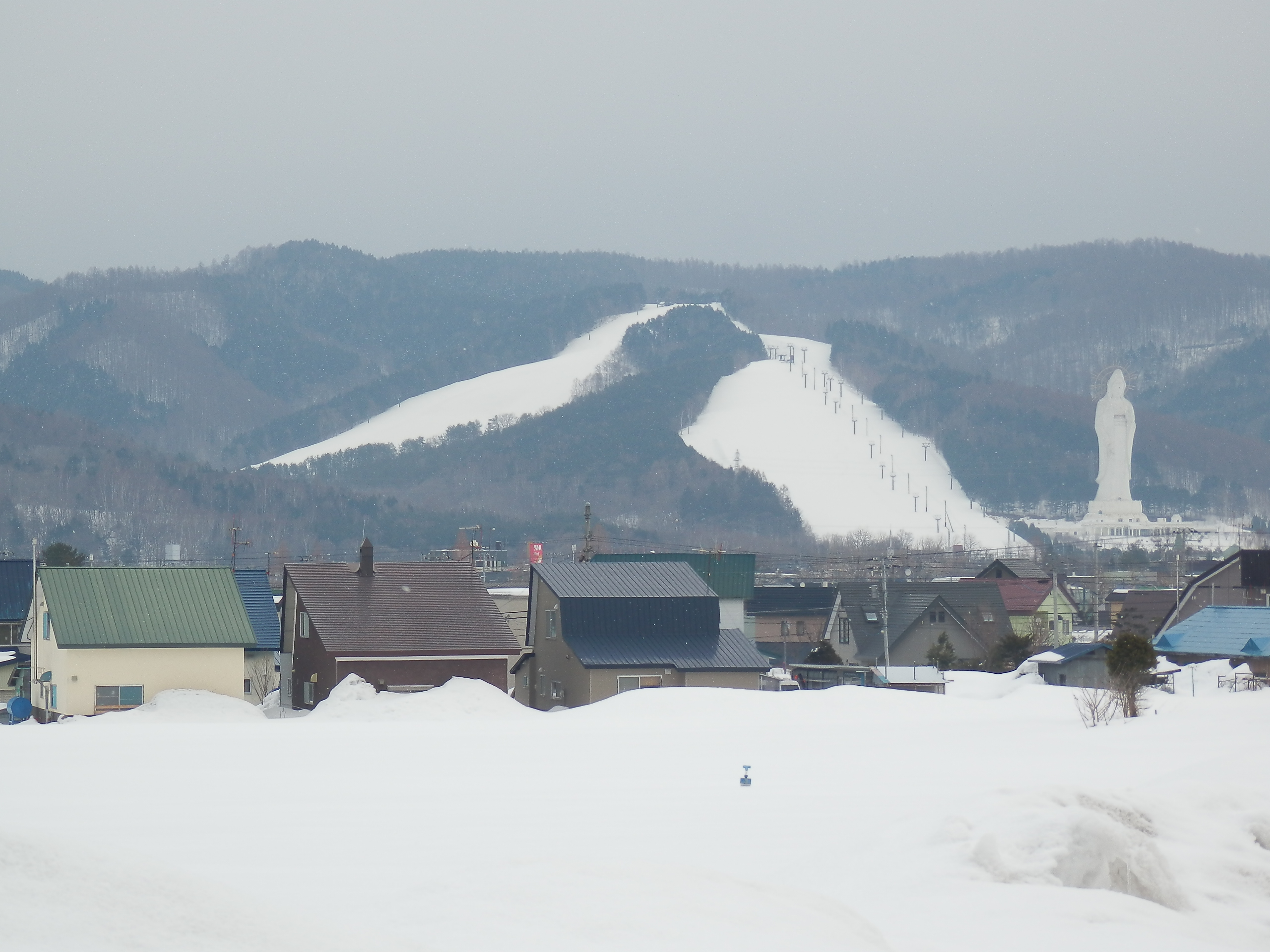
het standbeeld in winterse omstandigheden met skihelling op de hellingen achter het beeld

De Dai Kannon van Kita no Miyakopark, Hokkaido Dai Kannon (Japans: 北海道大観音) of Byakue Kannon is een kolossaal standbeeld in het Kita no Miyakopark bij Ashibetsu in Sorachi op het Japanse eiland Hokkaido.

## Geschiedenis
Toen in de jaren 1960 de kolenmijnen in de regio gesloten werden, dacht men in de jaren 1970 dat toeristische attracties de toekomst konden zijn. In 1975 begon men met de planning van de bouw van het standbeeld. In 1977 opende men een hotel met een pagode van vijf verdiepingen.
In 1984 begon men met de bouw van het standbeeld en deze werd voltooid in 1989.

## Bouwwerk
Het witte beeld heeft een hoogte van 88 meter. In het beeld bevinden zich 20 verdiepingen, trappen en twee liften naar de verschillende verdiepingen. Op de verdiepingen bevinden zich heiligdommen en plaatsen van aanbidding. Op de bovenste verdieping bevindt zich een groot gouden heiligdom en kan men net boven de riem van het standbeeld, ter hoogte van de hand, op een balkon uitkijken over de omgeving.
Het standbeeld beeldt Guanyin af, Avalokitesvara, de godin van troost en genade.
Aan de voet van het beeld bevindt zich een sierlijke tuin met vele fonteinen.